# Roman Dietzel
Roman Dietzel (* 5. Mai 1990) ist ein deutscher Snookerspieler. Er wurde 2014 Deutscher Snooker-Meister.

## Karriere
2009 qualifizierte sich Roman Dietzel erstmals für die Deutsche Meisterschaft der Herren, schied dort aber in der Vorrunde aus.
2010 wurde er Deutscher U-21-Meister, schied aber bei der Herren-DM erneut in der Gruppenphase aus.
Bei der Deutschen Meisterschaft 2011 erreichte Dietzel erstmals die Finalrunde. Im Halbfinale schied er gegen den späteren Deutschen Meister Patrick Einsle aus.
2012 erreichte er erstmals das Finale, verlor dieses jedoch gegen Einsle mit 2:4.
Im August 2013 nahm Dietzel erstmals an einem PTC-Turnier teil.
Er unterlag jedoch im ersten Vorrundenspiel des Paul Hunter Classics dem Norweger Christopher Watts mit 0:4.
Bei den Ruhr Open schied er ebenfalls nach einem Vorrundenspiel aus.
Wenige Wochen später erreichte er das Finale der Deutschen Meisterschaft, unterlag jedoch Lukas Kleckers mit 2:4.
Bei den Riga Open 2014 gewann Dietzel sein erstes Vorrundenspiel, schied anschließend aber gegen Paul Davison aus.
Im Oktober 2014 gelang es Dietzel bei der Deutschen Meisterschaft durch einen 4:2-Sieg gegen Sascha Breuer Deutscher Meister zu werden. 2015 wurde er Dritter bei den deutschen Meisterschaften, 2016 unterlag er im Finale Simon Lichtenberg und wurde Zweiter.
Dietzel spielt derzeit mit dem SC 147 Essen in der 1. Snooker-Bundesliga.